# Taranto Galese
Taranto Galese (włoski: Stazione di Taranto Galese) – stacja kolejowa w Tarencie, w prowincji Tarent, w regionie Apulia, we Włoszech.
Stacja jak i linie kolejowe są obsługiwane przez Ferrovie del Sud Est. Znajduje się na linii Bari – Martina Franca – Tarent.

## Linie kolejowe
- Bari – Martina Franca – Tarent